# Jeune Homme en costume de majo
Pour les articles homonymes, voir Jeune Homme.
Le Jeune Homme en costume de majo est un tableau réalisé par le peintre Édouard Manet en 1863. L'œuvre fut présentée au Salon des Refusés de la même année, tout comme le Déjeuner sur l'herbe et Mlle V. en costume d'espada. Elle est caractéristique de la période hispanisante de l'artiste, lorsque ce dernier était encore très influencé par l'art espagnol et par Diego Vélasquez.
La toile représente un personnage à l’allure fière, qui n’est autre que le plus jeune frère de Manet, Gustave. L’œuvre, une fois de plus, dérouta les critiques, notamment en raison du fort contraste s’établissant entre la couverture rouge, si bien travaillée et détaillée, et le visage à peine esquissé du majo.